# Universidad de Salamanca
Universidad de Salamanca er et universitet, der er beliggende i Salamanca, Spanien. Det har ca. 26.000 indskrevne studerende.
Universitetet blev etableret af Alfonso 4. af León i 1218 og stadfæstet af hans søn, Ferdinand 3. af Castillien. Universitetet udfyldte behovet for lærde i den nye spanske stat, der opstod under og efter Reconquista, og i den nye verden efter opdagelsen af Amerika. Da Christoffer Columbus forsøgte at overbevise Spaniens herskere om finansiering af en ekspedition mod vest, fungerede geograferne ved universitetet som lærde dommere og eksperter for kongen. Universitetets bygninger blev voldsomt ramt af forfald i 1700-tallet, og under Napoleon blev det ødelagt af de franske tropper. I 1900-tallet blev de teologiske og kanoniske fakulteter lukket. De genopstod i 1940 som Universidad Pontificia de Salamanca. I dag har universitetet særligt fokus på humaniora og sprog. Det består i alt af 17 fakulteter.